# Зенов, Борис Дмитриевич
Бори́с Дми́триевич Зе́нов (7 августа 1938, Алупка, Крымская АССР — 28 марта 2021, Мёдлинг) — пловец, мастера спорта СССР, педагог — заслуженный тренер СССР, Украинской ССР, Узбекской ССР, Литовской ССР — один из лучших специалистов-тренеров мирового плавания. Подготовил целую плеяду пловцов чемпионов и призёров международных соревнований.

## Биография
Родился 7 августа 1938 года в Алупке и провёл там всё детство. В 1953 году переехал в Запорожье, где на школьных соревнованиях его заметила тренер Надежда Николаевна Новикова и пригласила в секцию плавания. В 1956 году после окончания школы поступил в Запорожский металлургический техникум, продолжая тренироваться.
В 1959 году был призван в ряды ВС СССР на срочную службу, в спортроту СКА Одесса. После демобилизации поступил в Одесский педагогический институт на заочное обучение отделения физвоспитания, тренируя на СКА Одесса, и успешно окончил его. К этому времени он уже был известным украинским пловцом и не раз выигрывал звание чемпиона Одессы, а в 1962 году, первым в Одессе, выполнил норматив — мастера спорта СССР по плаванию. Через несколько лет после начала работы Борис Дмитриевич подготовил своих первых чемпионов Одессы и мастеров спорта СССР: Елену Иваницкую, Наталья Мухтахуддинову, Надежду Красножон, Олега Федоряева, Петра Юлина, Тамару Смирнову, Сергея Фёдорова, Валентину Свежищеву, Сергея Рудякова, Сергея Киселева и других.
Марина Юрченя пришла в секцию плавания Бориса Дмитриевича летом 1968 года восьмилетней девочкой, и уже к концу 1971 года она проплыла 200 метров за 2.50,0, превысив норматив кандидата в мастера спорта, а в следующем году первой в Одессе среди женщин выполнила норматив мастера спорта СССР. Ей тогда не было и 13 лет. В 1972 году на юношеском чемпионате Европы в Великобритании заняла второе место.
В 1972 году главный тренер сборной команды СССР по плаванию Сергей Михайлович Вайцеховский пригласил Бориса Зенова в сборную для подготовки к Олимпийским играм 1976 года, в его бригаде брассистов тренировались Любовь Русанова, Марина Кошевая, Марина Юрченя. Олимпийские игры в Монреале стали триумфом Бориса Зенова, олимпийское золото на дистанции 200 метров брассом с мировым рекордом выиграла Марина Кошевая. Марина Юрченя и Любовь Русанова выиграли серебро и бронзу. В истории советского плавания такой результат был достигнут впервые. Этот день стал знаменательной датой — Днём сборной команды СССР по плаванию. А на дистанции 100 метров брасс Любовь Русанова и Марина Кошевая выиграли серебро и бронзу, уступив золото представительнице команды ГДР. Таким образом из шести возможных олимпийских медалей в женском брассе было выиграно пять. За рубежом бригаду брассистов Бориса Дмитриевича называли «школой русского брасса Зенова».
С 1976 года начался цикл подготовки к Олимпийским играм в Москве, пришли новые ученики — Ирина Пушкина, Елена Зякун, Айшкуте Бузелите, Татьяна Выборнова, Лина Качушите, Робертас Жулпа, Арсен Мискаров, Тимур Подмарев, Владимир Флюнт и ждали новые победы. В 1978 году Борис Дмитриевич переехал в Москву, где был открыт центр подготовки на базе бассейна «Октябрь». Под руководством Бориса Зенова его ученики добились следующих результатов: на чемпионате мира 1978 в Западном Берлине Лина Качюшите выиграла золотую медаль, установив два мировых рекорда в финале и предварительном заплывах на дистанции 200 метров брассом, Арсен Мискаров — серебряную медаль на дистанции 200 метров брасс. На Кубке мира 1979 в Японии Татьяна Выборнова завоевала серебряную медаль на дистанции 100 метров брассом. Чемпионами Олимпийских игр 1980 стали Лина Качюшите и Робертас Жулпа на дистанции 200 метров брассом.
После Олимпийских игр 1980 у Бориса Дмитриевича тренировались Лариса Белоконь, Светлана Алимбаева, Лариса Морева, Лариса Деревянко, Светлана Варганова, Робертас Жулпа, Дмитрий Волков.
В 1982 году на чемпионате мира в Эквадоре Светлана Варганова на дистанции 200 метров брассом выиграла золотую медаль, а Робертас Жулпа на этой дистанции — серебряную. В 1984 году на альтернативных Олимпийских играх в Москве (Дружба-1984) Лариса Белоконь выиграла золотые медали на дистанциях 100 и 200 брассом, Дмитрий Волков выиграл золотую медаль на 100 метров брассом и серебряную на дистанции 200 метров брассом, а Робертас Жулпа выиграл золотую медаль 200 метров брассом и серебряную на дистанции 100 метров брассом. В 1985 году Дмитрий Волков стал чемпионом Европы в Болгарии на дистанции 200 метров брассом.
В 1986 году Борис Дмитриевич переехал в Киев и тренировал в Республиканской спортивной школе интернат, где в 1989 году подготовил чемпионку СССР на дистанции 200 метров брассом Елену Бардычеву.
В 1989 году Сергей Вайцеховский возглавил национальную сборную команду по плаванию в Австрии и пригласил Бориса Зенова тренировать австрийских пловцов. В Австрии он подготовил участников Олимпийских игр 1992 в Барселоне и чемпионов Европы — Мартину Немец, Александра Бранделя, Роланда Брунера, Ханде Кальтеса. Нередко к нему приезжали пловцы — мировые знаменитости для консультаций по технике плавания и методике тренировок. За тренерскую карьеру было подготовлено 8 заслуженных мастеров спорта СССР, 16 мастеров спорта международного класса и более 25 мастеров спорта СССР.
Базовый учебник «Теория и методика обучения плаванию» указывает Зенова в числе основных советских специалистов по методике тренировок.
Борис Дмитриевич проживал на пенсии в Австрии, но всё равно не мог жить без плавания, продолжая консультировать тренеров и спортсменов. В 2019 году в Киеве была открыта спортивная школа по плаванию — «Академия плавания Бориса Зенова», наставничество в которой Борис Дмитриевич осуществлял дистанционно.
Умер 27 марта 2021 года в Мёдлинге (Австрия).

## Цитата
«Спорт научил меня разбираться в людях — насколько ответственно мои ученики относились к тренировкам, настолько они стали успешными в жизни. Это только кажется, что спорт часть жизни. Это и есть сама жизнь».
Борис Зенов.

## Публикации
Зенов Б. Д., Кошкин И. М., Вайцеховский С. М. Специальная физическая подготовка пловца на суше и в воде. — М.: Физкультура и спорт, 1986. — 79 с.